# Merlí: Sapere aude
Merlí: sapere aude es una serie de televisión española coproducida por Movistar+ y la CCMA. Es una  secuela de Merlí de TV3, esta sigue a Pol Rubio, el alumno preferido de Merlí, y cómo es ahora su vida en la facultad de filosofía en la que estudia. Fue estrenada el 5 de diciembre de 2019 por Movistar+. Su emisión en la Corporación Catalana de Medios Audiovisuales se llevó a cabo a partir de 2020.
Su creador, Héctor Lozano, confirmó que la segunda temporada, la cual se estrenó el 2 de abril de 2021, sería el desenlace de la serie.
Entre 2020-2022 las dos temporadas fueron emitidas en À Punt (Comunidad Valenciana), IB3 (Islas Baleares), después de emitir Merlí.

## Sinopsis

### Primera temporada
Pol Rubio (Carlos Cuevas) vuelve a clase y empieza sus estudios en la Facultad de Filosofía, siguiendo los pasos de Merlí, con el fin de imitar a su mentor y acabar siendo profesor. Las localizaciones más destacadas del rodaje son escenarios como la Universidad de Barcelona, el Barrio Gótico, el Raval y las playas de Barcelona.

### Segunda temporada
Empieza el segundo semestre en la universidad. Pol conoce a un chico mayor que él, por el que empieza a sentir una atracción irrefrenable, pero aparece un antiguo amigo que le trae una mala noticia que cambia su vida para siempre. Alfonso debe buscar un trabajo para pagar una cuantiosa multa y hay alguien del grupo de filosofía que está dispuesto a ayudarle. Rai empieza con mal pie el semestre porque Minerva no ha regresado de Argentina y cada vez se siente más distante de sus compañeros, hasta el punto de llegar a plantearse si debe seguir con ellos. Oti ha decidido tomar las riendas de su vida y desafiar a sus padres y a su novio Arnau para probar cosas nuevas. Biel quiere organizar una gran liga de debate para cerrar el curso y parece dispuesto a ganar confianza y madurar. Bolaño sigue luchando con su adicción al alcohol y además, debe decidir qué tipo de madre y de amiga quiere ser. Al final, todos ellos tendrán el reto de terminar la carrera de filosofía. Pol, además, quiere seguir la estela de Merlí.

## Reparto

### Principales
- Carlos Cuevas como Pol Rubio
- María Pujalte como María Bolaño
- David Solans como Bruno Bergeron (temporada 1)
- Pablo Capuz como Rai
- Claudia Vega como Oti
- Pere Vallribera como Biel Roca
- Boris Ruiz como Alfonso Rubio
- Azul Fernández como Minerva Picotti (temporada 1)
- Eusebio Poncela como Dino (temporada 2)
- Jordi Coll como Axel (temporada 2)

### Recurrentes
- Martí Atance como Arnau
- Fina Ríos
- Carlos Indriago como Ángel
- David Marcé
- Zoe Stein como Sara
- Arnaud Prechac como Etienne
- Leslie Grant como Amy O'Connor
- Roberto Garcia como Henry
- Teresa Sánchez como Susana
- Silvia Marsó como Esther
- Pere Brasó como Octavi
- Blanca Martínez como Judith
- Carme Conesa como Vicky
- Assun Planas como Glòria
- Gloria Ramos como Laura
- Eva Martín como Sílvia Montoliu

### Invitados
- Francesc Orella como Merlí Bergeron (temporada 1)
- Ana María Barbany como Carmina Calduch (temporada 1)
- Marina Campos como una clienta del aparcamiento
- Mariano Nguema como Abdul
- Joan Negrié como Xavier Vidal
- Carles Bigorra como Jordi
- Jorge Burdman
- Jordi Pérez
- Jordi Figueras
- Joan G

## Episodios
| Temporada | Temporada | Episodios | Episodios | Lanzamiento original   | Lanzamiento original   |
| Temporada | Temporada | Episodios | Episodios | Primera emisión        | Última emisión         |
| --------- | --------- | --------- | --------- | ---------------------- | ---------------------- |
|           | 1         | 8         | 8         | 5 de diciembre de 2019 | 5 de diciembre de 2019 |
|           | 2         | 8         | 8         | 2 de abril de 2021     | 7 de mayo de 2021      |

### Primera Temporada (2019)
| N.º | Título                       | Dirigido por | Escrito por                  | Fecha de emisión original |
| --- | ---------------------------- | ------------ | ---------------------------- | ------------------------- |
| 1   | «Sapere Aude»                | Menna Fité   | Héctor Lozano y Alfonso Díaz | 5 de diciembre de 2019    |
| 2   | «Fin amor»                   | Menna Fité   | Héctor Lozano y Alfonso Díaz | 5 de diciembre de 2019    |
| 3   | «El cardumen»                | Menna Fité   | Héctor Lozano y Alfonso Díaz | 5 de diciembre de 2019    |
| 4   | «Le petite mort»             | Menna Fité   | Héctor Lozano y Alfonso Díaz | 5 de diciembre de 2019    |
| 5   | «Bizitza»                    | Menna Fité   | Héctor Lozano y Alfonso Díaz | 5 de diciembre de 2019    |
| 6   | «Crazy»                      | Menna Fité   | Héctor Lozano y Alfonso Díaz | 5 de diciembre de 2019    |
| 7   | «rios»                       | Menna Fité   | Héctor Lozano y Alfonso Díaz | 5 de diciembre de 2019    |
| 8   | «El batalló sagrat de Tebes» | Menna Fité   | Héctor Lozano y Alfonso Díaz | 5 de diciembre de 2019    |

### Segunda Temporada (2021)
| N.º | Título                  | Dirigido por | Escrito por                  | Fecha de emisión original |
| --- | ----------------------- | ------------ | ---------------------------- | ------------------------- |
| 1   | «Un pálido punto azul»  | Menna Fité   | Héctor Lozano y Alfonso Díaz | 2 de abril de 2021        |
| 2   | «O Fortuna, velut luna» | Menna Fité   | Héctor Lozano y Alfonso Díaz | 2 de abril de 2021        |
| 3   | «La cigüeña»            | Menna Fité   | Héctor Lozano y Alfonso Díaz | 9 de abril de 2021        |
| 4   | «Coches inteligentes»   | Menna Fité   | Héctor Lozano y Alfonso Díaz | 16 de abril de 2021       |
| 5   | «Llorir»                | Menna Fité   | Héctor Lozano y Alfonso Díaz | 23 de abril de 2021       |
| 6   | «Vida normal»           | Menna Fité   | Héctor Lozano y Alfonso Díaz | 30 de abril de 2021       |
| 7   | «Quemar el libro»       | Menna Fité   | Héctor Lozano y Alfonso Díaz | 7 de mayo de 2021         |
| 8   | «Maestros»              | Menna Fité   | Héctor Lozano y Alfonso Díaz | 7 de mayo de 2021         |

## Recepción

### Reconocimientos
| Año  | Premiación   | Categoría                                      | Nominado(s)        | Resultado | Ref.  |
| ---- | ------------ | ---------------------------------------------- | ------------------ | --------- | ----- |
| 2020 | Premios Iris | Mejor ficción                                  | Merlí: Sapere aude | Nominado  | [ 4 ] |
| 2020 | Premios Iris | Mejor guion                                    | Héctor Lozano      | Nominado  | [ 4 ] |
| 2021 | Premios Iris | Premio Iris a la mejor interpretación femenina | María Pujalte      | Nominada  | [ 5 ] |